# Francisco Javier Errázuriz Ossa
Francisco Javier kardinál Errázuriz Ossa (* 5. září 1933, Santiago de Chile, Chile) je emeritní arcibiskup Santiaga de Chile. Jeho rodiče byli baskického původu.

## Kněz
Vystudoval katolickou teologii. Po vysvěcení na kněze 16. července 1961 získal na univerzitě v německém Freiburgu licenciát z teologie.
Poté pracoval jako kaplan pro členy Schönstattského hnutí a regionální představený v Chile. Roku 1971 byl jako člen vedení hnutí vyslán do Německa. V letech 1974 až 1980 byl generálním představeným Schönstatt-Patres, od roku 1979 předsedou představenstva.

## Biskup
V roce 1990 ho Jan Pavel II. jmenoval titulárním biskupem z Hólaru a tajemníkem Kongregace pro společnosti zasvěceného života a společnosti apoštolského života. Biskupské svěcení přijal 6. ledna 1991. V letech 1996 až 1998 byl biskupem ve Valparaísu s osobním titulem arcibiskupa, od roku 1998 působil jako arcibiskup Santiaga de Chile. Byl prezidentem chilské biskupské konference a v letech 2003 až 2007 prezidentem Rady latinskoamerických biskupských konferencí (CELAM).

## Kardinál
Při konzistoři 21. února 2001 jmenoval Jan Pavel II. Errázurize Ossu kardinálem-knězem s titulárním kostelem Santa Maria della Pace. V roce 2005 o něm média spekulovala jako o možném budoucím papeži. Papež Benedikt XVI. přijal 15. prosince 2010 jeho odstoupení z funkce arcibiskupa z důvodu vysokého věku.
Dne 13. dubna 2013 bylo ve Vatikánu oznámeno, že papež František ustanovil nový poradní sbor osmi kardinálů, který mu má pomoci při vypracování reformy vatikánské kurie. Jedním z členů této pracovní skupiny se přes svůj vysoký věk stal i kardinál Errázuriz Ossa.